# Panienki znad Sekwany
Panienki znad Sekwany (Dziewczęta nad brzegiem Sekwany, fr.Les Demoiselles des bords de la Seine) – obraz olejny francuskiego malarza Gustave’a Courbeta. Mniejsza z wersji obrazu znajduje się w National Gallery w Londynie, a większa w Petit Palais w Paryżu. Wersja z Londynu uważana jest za jeden ze szkiców olejnych do właściwego obrazu lub kopię wykonaną przez nieznanego artystę.

## Opis obrazu
Na obrazie przedstawiono dwie młode kobiety leżące na trawie u stóp drzewa. W tle widać rzekę z przycumowaną do brzegu łodzią. Jedna z dziewcząt zdjęła spódnicę i podłożyła ją sobie pod głowę,  na dłoniach ma rękawiczki. Stroje postaci oddane są z dużą starannością świadczącą o doświadczeniu i klasie artysty, malarz uchwycił różne odcienie bieli, załamania materiału, delikatne wzory na niedbale przerzuconym przez postać szalu. Z podobną dokładnością namalowany jest bukiet w ręku jednej z dziewcząt, kapelusz porzucony pod drzewem i kwiaty pośród trawy. Tło zostało potraktowane w sposób bardziej swobodny, zbliżony do szkicu, zwraca tu jednak uwagę starannie dobrane zestawienie kolorystyczne głębokiej zieleni listowia oraz różnych odcieni błękitu wody i nieba.

## Odbiór obrazu
Zarówno nieformalny strój dziewczyny na pierwszym planie jak i leżenie w miejscu publicznym, na terenie rodzinnych przechadzek,  było wyzwaniem rzuconym tradycyjnej moralności. Swobodne zachowanie osób na obrazie sugeruje, że są prostytutkami. Podobnie porzucony w łodzi męski kapelusz może być aluzją do tego, że kobiety nie przypłynęły tutaj same, i że w pobliżu są ich partnerzy. Bukiet kwiatów w rękach jednej z dziewczyn odczytywano jako symbol utraconego dziewictwa. 
Oburzenie pierwszych widzów oglądających dzieło wzbudzały również twarze postaci na obrazie- rozleniwione, senne, namiętne i uwodzicielskie. Malarz nie idealizował ciał swoich bohaterek tak jak wymagały tego reguły malarstwa akademickiego. Ponadto wbrew przyjętym zwyczajom na płótnie dużego formatu zarezerwowanym dla obrazów o treści biblijnej, mitologicznej czy historycznej umieścił scenę ze zwykłego życia o prowokującej wymowie. Wprawdzie prostytucja w jego epoce była rozpowszechniona, a zajmowały się nią głównie sprzedawczynie i służące, jednak nikt przed nim nie przedstawił tego zjawiska w tak otwarty i wyzywający sposób.

## Opinie współczesnych
Odczuwa się instynktowny lęk przed tymi istotami o namiętnościach to skupionych, to rozhukanych, a nigdy nie nasyconych... Jest w nich coś z wampirów, chciałoby się za cenę własnej krwi ugasić trawiący je ogień. Uciekajcie, jeśli miła wam wasza wolność, wasza ludzka godność, jeśli nie chcecie, by te istoty przemieniły was w zwierzę.

Trzeba zobaczyć Panny na brzegu Sekwany: to przeciwieństwo Panien ze wsi. Panny ze wsi są cnotliwe; tamte wydane grzechowi. Omdlały wyraz, tłuste ciała, nieprzyzwoitość. Nie ma w tym obrazie nic zjednującego: skłania tylko do krytyki.

Oh, te panny! Poryw, swoboda, radosne znużenie, swobodne ułożenie się, czego Manet nie zdołał oddać w swym Śniadaniu... Mitenki, koronki, załamujący się fałdami jedwab spódnic i odcienie rudego koloru... Wypukłość karków, krągłość ich ciał. Natura obeszła się z nimi po macoszemu (...) Pot, gorące perły... I jak to świetnie uchwycone! Równie doskonałe z tą ich tuszą, jak szczupła, smukła, racjonalna Olympia [Maneta]. Całkiem możliwe, że są to dwa najlepsze obrazy tego wieku.